# Liste der Straßen, Plätze und Brücken in Hamburg-Rothenburgsort

Lage von Rothenburgsort in Hamburg und im Bezirk Hamburg-Mitte (hellrot)

Die Liste der Straßen, Plätze und Brücken in Hamburg-Rothenburgsort ist eine Übersicht der im Hamburger Stadtteil Rothenburgsort vorhandenen Straßen, Plätze und Brücken. Sie ist Teil der Liste der Verkehrsflächen in Hamburg.

## Überblick
In Rothenburgsort (Ortsteilnummern 132 und 133) leben 10317 Einwohner (Stand: 31. Dezember 2023) auf 7,4 km². Rothenburgsort liegt in den Postleitzahlenbereichen 20097 und 20539.
In Rothenburgsort gibt es 62 benannte Verkehrsflächen, darunter acht Brücken, zwei Plätze, einen Park, ein Sperrwerk und eine Insel.
 Viele Brücken über die Bille sind zur Unterscheidung nach ihrem Anstrich benannt: Braune Brücke, Gelbe Brücke, Grüne Brücke und Schwarze Brücke.

## Übersicht der Straßen
Die nachfolgende Tabelle gibt eine Übersicht über alle benannten Verkehrsflächen im Stadtteil sowie einige dazugehörige Informationen. Im Einzelnen sind dies:
- Name/Lage: aktuelle Bezeichnung der Straße. Über den Link (Lage) kann die Straße auf verschiedenen Kartendiensten angezeigt werden. Die Geoposition gibt dabei ungefähr die Mitte an. Bei längeren Straßen, die durch zwei oder mehr Stadtteile führen, kann es daher sein, dass die Koordinate in einem anderen Stadtteil liegt.
- Straßenschlüssel: amtlicher Straßenschlüssel, bestehend aus einem Buchstaben (Anfangsbuchstabe der Straße) und einer dreistelligen Nummer.
- Länge/Maße in Metern:
Hinweis: Die in der Übersicht enthaltenen Längenangaben sind nach mathematischen Regeln auf- oder abgerundete Übersichtswerte, die im Digitalen Atlas Nord[1] mit dem dortigen Maßstab ermittelt wurden. Sie dienen eher Vergleichszwecken und werden, sofern amtliche Werte bekannt sind, ausgetauscht und gesondert gekennzeichnet.
Bei Plätzen sind die Maße in der Form a × b bei rechteckigen Anlagen oder a × b × c bei dreiecksförmigen Anlagen mit a als längster Kante dargestellt.
Der Zusatz (im Stadtteil) gibt an, wie lang die Straße innerhalb des Stadtteils ist, sofern sie durch mehrere Stadtteile verläuft.
- Namensherkunft: Ursprung oder Bezug des Namens.
- Datum der Benennung: Jahr der offiziellen Benennung oder der Ersterwähnung eines Namens, bei Unsicherheiten auch die Angabe eines Zeitraums.
- Anmerkungen: Weitere Informationen bezüglich anliegender Institutionen, der Geschichte der Straße, historischer Bezeichnungen, Baudenkmale usw.
- Bild: Foto der Straße oder eines anliegenden Objektes.

| Name/Lage                           | Straßen- schlüssel | Länge/Maße (in Metern) | Namensherkunft | Datum der Benennung | Anmerkungen | Bild                                                                    |
| ----------------------------------- | ------------------ | ---------------------- | --- | ------------------- | --- | ----------------------------------------------------------------------- |
| Alexandra-Stieg (Lage)              | A711               | 0640                   | Alexandra (1942–1969), Sängerin | 2006                | Die Künstlerin lebte in den 1960er-Jahren in Rothenburgsort. Fuß- und Radweg | Alexandra-Stieg                                                         |
| Amsinckstraße (Lage)                | A385               | 0170 (im Stadtteil)    | Wilhelm Amsinck, hamburgischer Senatssyndicus für seine Verdienste um die Erschließung des Hammerbrooks | 1842                | nordwestlicher Teil in Hammerbrook, Teil der Bundesstraße 4 | Amsinckstraße, Blick stadteinwärts                                      |
| Am Steinlager (Lage)                | A340               | 0530                   | nach dem früher dort befindlichen Steinlager der Baubehörde | 1929                | Fußweg | Am Steinlager                                                           |
| Auf der Brandshofer Schleuse (Lage) | A510               | 0065 (im Stadtteil)    | 1625 an der Mündung der Bille in die Elbe erbaute Schleuse, benannt nach dem damals hier gelegenen Hof des Bürgermeisters Johann Brand (1585–1652)                                                                               | 1865                | nordwestlicher Teil in Hammerbrook | Auf der Brandshofer Schleuse, im Hintergrund das Gelände des Großmarkts |
| Ausschläger Allee (Lage)            | A531               | 0330 (im Stadtteil)    | nach der überwiegenden Lage im Rothenburgsorter Ortsteil Billwerder Ausschlag | 1888                | Mit dem Wort „Ausschlag“ ist ein Stück Land vor einem Deich gemeint, das im Sommer von den Bauern als Viehweide benutzt und im Winter von Elbe und Bille überspült wurde; südlich des Tiefstackkanals in Billbrook.                                                                | Ausschläger Allee                                                       |
| Ausschläger Billdeich (Lage)        | A532               | 1395                   | nach Lage und Funktion im Ortsteil Billwerder Ausschlag | 1865                | | Ausschläger Billdeich                                                   |
| Ausschläger Elbdeich (Lage)         | A533               | 0385                   | nach Lage und Funktion im Ortsteil Billwerder Ausschlag | 1865                | | Ausschläger Elbdeich                                                    |
| Bargstedgasse (Lage)                | B062               | 0150                   | Jacob Bargsted (1797–1885), letzter Vogt im Billwerder Ausschlag |                     | | Bargstedgasse                                                           |
| Bei der Grünen Brücke (Lage)        | B170               | 0205                   | nach der Lage in der Nähe der Bille | 1865                | | Bei der Grünen Brücke                                                   |
| Bergedorfer Heerweg (Lage)          | B251               | 0175                   | nach der Funktion als Landstraße nach Bergedorf | 1929                | | Bergedorfer Heerweg                                                     |
| Billhafen-Löschplatz (Lage)         | B321               | 0125                   | nach Lage und Funktion | 1955                | | Billhafen-Löschplatz                                                    |
| Billhorner Brücke (Lage)            | –                  | 0050 (im Stadtteil)    | in Anlehnung an die Billhorner Brückenstraße | 1960                | südlicher Teil in der HafenCity | Billhorner Brücke                                                       |
| Billhorner Brückenstraße (Lage)     | B322               | 0845                   | nach der Funktion zur Neuen Elbbrücke führend | 1887                | | Billhorner Brückenstraße                                                |
| Billhorner Deich (Lage)             | B323               | 1125                   | nach der ehemaligen Flussinsel Billhorn | 1865                | | Billhorner Deich                                                        |
| Billhorner Kanalstraße (Lage)       | B324               | 0585                   | nach dem Verlauf parallel zum Billekanal | 1865                | Der Zusatz „Billhorner“ geschah zum Unterschied zur Kanalstraße in Uhlenhorst | Billhorner Kanalstraße                                                  |
| Billhorner Mühlenweg (Lage)         | B325               | 0400                   | nach der Funktion zur 1887 abgerissenen Windmühle am Billwerder Deich führend | 1877                | | Billhorner Mühlenweg                                                    |
| Billhorner Röhrendamm (Lage)        | B326               | 2610                   | nach einer volkstümlichen Bezeichnung | 1865                | Unter der Straße lag das Hauptwasserrohr, durch das vom Rothenburgsorter Wasserwerk aus die übrigen Stadtteile mit Wasser versorgt wurden. | Billhorner Röhrendamm                                                   |
| Billstraße (Lage)                   | B333               | 2590                   | nach der Lage entlang der Bille und dem Billekanal | 1869                | | Billstraße                                                              |
| Billwerder Neuer Deich (Lage)       | B340               | 0890                   | nach dem 1625/26 angelegten Deich | 1865                | | Billwerder Neuer Deich                                                  |
| Borsigbrücke (Lage)                 | –                  | 0025 (im Stadtteil)    | in Anlehnung an die Borsigstraße | 1924                | überquert den Tiefstackkanal und verbindet die Stadtteile Billbrook und Rothenburgsort miteinander; östliche Brückenhälfte in Billbrook | Borsigbrücke                                                            |
| Brandshofer Deich (Lage)            | B557               | 0560                   | nach der nahegelegenen Brandshofer Schleuse | 1960                | | Brandshofer Deich                                                       |
| Braune Brücke (Lage)                | B563               | 0030 (im Stadtteil)    | nach dem Anstrich der Brücke | 1929                | überquert in Verlängerung des Ausschläger Billdeichs die Bille; nördlicher Teil in Hamm | Braune Brücke                                                           |
| Bullenhuser Damm (Lage)             | B694               | 0400                   | nach Hans Bulle, dem ersten städtischen Vogt zu Beginn des 16. Jahrhunderts | 1890                | Bulle war Namensgeber für die gesamte Umgebung, die „Bullenhausen“ genannt wurde. | Bullenhuser Damm                                                        |
| Carl-Stamm-Park (Lage)              | C096               | 0110 × 45              | Carl Stamm (1867–1941), Kinderarzt | 2010                | vor 2010 Hexenpark | Carl-Stamm-Park                                                         |
| Cornelia-Harte-Straße (Lage)        | C101               | 0655                   | Cornelia Harte (1914–1998), Entwicklungsbiologin | 2018                | | Cornelia-Harte-Straße                                                   |
| Entenwerder (Lage)                  | E188               | 0180                   | nach einer ehemaligen Insel, Entenwerder oder auch Pferdewerder genannt | 1931                | | Entenwerder                                                             |
| Entenwerder Stieg (Lage)            | E189               | 0185                   | nach einer ehemaligen Insel, Entenwerder oder auch Pferdewerder genannt | 1931                | | Entenwerder Stieg                                                       |
| Entenwerder Straße (Lage)           | E190               | 0060                   | nach einer ehemaligen Insel, Entenwerder oder auch Pferdewerder genannt | 1931                | | Entenwerder Straße                                                      |
| Freihafenstraße (Lage)              | F214               | 0095                   | nach dem ehemaligen Hamburger Freihafen und der damaligen Zollgrenze, die zwischen der Freihafenstraße und der Zollvereinsstraße verlief                                                                                         | 1870                | | Freihafenstraße                                                         |
| Großmannstraße (Lage)               | G284               | 2215                   | Peter Heinrich Wilhelm Großmann (1807–1886), Kaufmann und Senator | 1893                | | Großmannstraße                                                          |
| Grüne Brücke (Lage)                 | –                  | 0030 (im Stadtteil)    | nach dem Anstrich der Brücke | 1865                | überquert die Bille und verbindet die Stadtteile Hammerbrook und Rothenburgsort miteinander; nördlicher Teil in Hammerbrook | Grüne Brücke                                                            |
| Gustav-Kunst-Straße (Lage)          | G344               | 0430                   | Gustav Kunst (1836–1905), Kaufmann | 1908                | Kunst war Teilhaber der Firma Kunst & Albert in Wladiwostok und vermachte der Armenkasse einen Betrag von 250.000 Mark. | Gustav-Kunst-Straße                                                     |
| Gutsmuthsweg (Lage)                 | G351               | 0200                   | Johann Christoph Friedrich GutsMuths (1759–1839), Pädagoge | 1929                | | Gutsmuthsweg                                                            |
| Hanseatenstieg (Lage)               | H121               | 0060                   | nach der Lage bei der ehemaligen Hanseatenhalle | 1935                | | Hanseatenstieg                                                          |
| Hardenstraße (Lage)                 | H133               | 0335                   | Hermann N. Harden (1803–1852), Grundeigentümer und Hofbesitzer | 1960                | vor der Umbenennung Teil der Reginenstraße | Hardenstraße                                                            |
| Heidenkampsweg (Lage)               | H245               | 0120 (im Stadtteil)    | nach dem Grundbesitzer Johann Hinrich Heidenkamp | um 1775             | nördlich ab Mitte der Bille in Hammerbrook, Teil der Bundesstraße 75 | Heidenkampsweg                                                          |
| Hintzpeterstieg (Lage)              | H462               | 0085                   | Johann Hintzpeter (1839 – 1908), Deichvogt im Billwerder Ausschlag | 1929                | | Hintzpeterstieg                                                         |
| Kaatje-Benninga-Platz (Lage)        | K653               | 0090 × 40              | Kaatje Benninga (1898–1943), Allgemeinärztin in Rothenburgsort | 2018                | Benninga wurde 1943 im Vernichtungslager Sobibor ermordet; Opfer des Nationalsozialismus. Zur Zeit noch in der Entstehung. (Stand Januar 2022) | Kaatje-Benninga-Platz                                                   |
| Kaltehofe-Hauptdeich (Lage)         | K536               | 2550                   | nach Lage und Funktion auf der Elbinsel Kaltehofe | 1970                | | Kaltehofe-Hauptdeich                                                    |
| Kaltehofe-Hinterdeich (Lage)        | K037               | 1750                   | nach Lage und Funktion auf der Elbinsel Kaltehofe | nicht bekannt       | | Kaltehofe-Hinterdeich                                                   |
| Kaltehofe Insel (Lage)              | –                  |                        | nach einer Flurbezeichnung | 1768                | Es handelt sich hierbei um keine Straße, sondern um die gesamte, durch den Gottorper Vergleich an Hamburg gelangte Elbinsel. | Insel Kaltehofe                                                         |
| Kaltehofer Brücke (Lage)            | K647               | 0160                   | in Anlehnung an die Insel Kaltehofe | 2015                | überquert das Sperrwerk Billwerder Bucht | Kaltehofer Brücke                                                       |
| Köhnestraße (Lage)                  | K316               | 0125                   | Friedrich Heinrich Köhne (1879–1956), Pädagoge und Schulreformator | 1961                | | Köhnestraße                                                             |
| Langer Hagen (Lage)                 | L058               | 0455                   | nach einer Flurbezeichnung | 1914                | | Langer Hagen                                                            |
| Liebigbrücke (Lage)                 | –                  | 0040 (im Stadtteile)   | in Anlehnung an die Liebigstraße | 1934                | überquert den Tiefstackkanal und verbindet die Stadtteile Billbrook und Rothenburgsort miteinander; östliche Brückenhälfte in Billbrook | Liebigbrücke                                                            |
| Lindleystraße (Lage)                | L191               | 0155                   | William Lindley (1808–1900), britischer Ingenieur | 1869                | | Lindleystraße                                                           |
| Marckmannstraße (Lage)              | M034               | 1400                   | Paul Siegfried Marckmann (1787–1829), Grundeigentümer und Hofbesitzer im Billwerder Ausschlag | 1869                | | Marckmannstraße                                                         |
| Moorfleeter Hauptdeich (Lage)       | M357               | 0985 (im Stadtteil)    | Hamburger Stadtteil Moorfleet | 1970                | östlicher Teil in Moorfleet | Moorfleeter Hauptdeich                                                  |
| Mühlenhagen (Lage)                  | M319               | 1585                   | nach einer Flurbezeichnung | 1936                | Hagen ist die Bezeichnung für junges Buschholz. | Mühlenhagen                                                             |
| Nieburstraße (Lage)                 | N246               | 0205                   | nach der im 16. und 17. Jahrhundert in Rothenburgsort ansässigen Familie Niebur, die von 1616 bis 1680 Eigentümerin des späteren Marckmannschen Gehöfts war; die Familie stellte darüber hinaus diverse Hamburger Ratsmitglieder | 2018                | Eine Nieburstraße gab es bereits zwischen 1912 und 1968 auf dem Gebiet von Billwerder Ausschlag. | Nieburstraße                                                            |
| Olga-Brandt-Knack-Straße (Lage)     | O228               | 0175                   | Olga Brandt-Knack (1885–1978), SPD-Politikerin | 2018                | | Olga-Brandt-Knack-Straße                                                |
| Reginenstraße (Lage)                | R096               | 0240                   | Herkunft unbekannt | 1870                | östlicher Abschnitt seit 1960 Harderstraße | Reginenstraße                                                           |
| Rothenburgsorter Marktplatz (Lage)  | R318               | 0105 × 40              | nach Lage und Funktion im Stadtteil | 1960                | | Rothenburgsorter Marktplatz                                             |
| Rothenburgstraße (Lage)             | R319               | 0155                   | Johann Rodenborg (1574–1640), Ratsherr und Bürgermeister | 1869                | Die Namensgebung Rothenburgsorts geht auf die Familie Rodenborg zurück. Diese besaß im 17. Jahrhundert ein Gehöft auf dem Gelände der heutigen Hamburger Wasserwerke. Eines der prominentesten Familienmitglieder war Johann Rodenborg, von 1536 bis 1547 Hamburger Bürgermeister. | Rothenburgstraße                                                        |
| Schurzalleebrücke (Lage)            | –                  | 0050                   | Carl Schurz (1829–1906), Politiker und Revolutionär | 1930                | in Anlehnung an die in Hamm verlaufenden Straßen Schurzallee-Nord und Schurzallee-Mitte; überquert im Zuge der Billstraße den Billekanal | Schurzalleebrücke                                                       |
| Schwarze Brücke (Lage)              | –                  | 0035 (im Stadtteil)    | nach dem Anstrich der Brücke | 1960                | überquert im Zuge des Heidenkampswegs die Bille; nördlicher Teil in Hammerbrook | Schwarze Brücke                                                         |
| Sperrwerk Billwerder Bucht (Lage)   | –                  | 0155                   | nach Lage und Funktion zwischen Billwerder Bucht und der Norderelbe | 1968                | | Sperrwerk Billwerder Bucht                                              |
| Stresowstraße (Lage)                | S743               | 0610                   | nach der Familie Stresow, der das Gelände gehörte | 1869                | | Stresowstraße                                                           |
| Thiedingreihe (Lage)                | T195               | 0090                   | Friedrich Thieding (1893–1967), Arzt und Publizist | 1969                | Thieding war langjähriges Vorstandsmitglied im Kinderkrankenhaus Rothenburgsort. | Thiedingreihe                                                           |
| Tiefstacker Brücke (Lage)           | –                  | 0045 (im Stadtteil)    | nach Lage und Funktion | 1924                | überquert im Zuge der Ausschläger Allee den Tiefstackkanal und verbindet die Stadtteile Billbrook und Rothenburgsort miteinander | Tiefstackbrücke                                                         |
| Vierländer Damm (Lage)              | V042               | 0875                   | nach der Funktion in Richtung der Vier- und Marschlande führend | 1948                | | Vierländer Damm                                                         |
| Zollvereinsstraße (Lage)            | Z045               | 0190                   | nach der Lage unmittelbar an der Grenze zum ehemaligen Hamburger Freihafen | 1870                | | Zollvereinsstraße                                                       |